# Polomka
Polomka (allemand : Bläsenau), est un village de Slovaquie situé dans la région de Banská Bystrica.

## Histoire
Première mention écrite du village en 1551.

## Démographie

### Évolution de la population
| Année:               | 1994. | 2004.   | 2014.   | 2024.   |
| -------------------- | ----- | ------- | ------- | ------- |
| Nombre de personnes: | 3206  | 3162    | 3028    | 2859    |
| Différence:          |       | -1,37 % | -4,23 % | -5,58 % |

| Année:               | 2023. | 2024.   |
| -------------------- | ----- | ------- |
| Nombre de personnes: | 2864  | 2859    |
| Différence:          |       | -0,17 % |